# Stentor roeselii
Stentor roeselii é uma espécie de ciliado de vida livre do gênero Stentor [en], da classe Heterotrichea [en]. É um protozoário comum e difundido, encontrado em todo o mundo em lagoas de água doce, lagos, rios e valas.

## Aparência e características
A S. roeselii é encontrada em corpos d'água parados ou de movimento lento, onde se alimenta de bactérias, flagelados, algas e outros ciliados. Ao se alimentar, a célula é fixa no local (séssil), presa por uma organela posterior de “fixação” a uma superfície firme, como um caule de planta ou detrito submerso. Os espécimes fixados têm formato de trombeta e são muito contráteis. Quando nadam livremente, as células são compactamente ovóides. Os espécimes totalmente esticados geralmente têm entre 500 e 1.200 micrômetros de comprimento, mas o tamanho é extremamente variável.
É uma espécie incolor, sem pigmentação no córtex celular [en]. O corpo do organismo é coberto por 40-80 fileiras longitudinais de cílios, e a região oral é circundada por uma longa fileira espiralada de estruturas ciliares especializadas chamadas membranelas [en], que são usadas principalmente para escovar a presa na boca da célula (citóstoma). O citoplasma é transparente e não contém algas simbióticas (zooclorelas). Quando o organismo está totalmente estendido, seu macronúcleo é longo e semelhante a uma minhoca. Na contração, o macronúcleo pode apresentar nódulos distintos separados por áreas apertadas, dando-lhe a aparência de um cordão de contas. As células têm um único vacúolo pulsátil, localizado à esquerda da boca da célula (citóstoma).
A extremidade da cauda dos organismos que se alimentam pode ser cercada por uma lorica solta e mucilaginosa cheia de detritos e matéria excretada. A presença ou ausência dessa lorica não é considerada uma característica diagnóstica do gênero.
Embora seja apenas um ciliado unicelular, o Stentor roeselii expressa uma espécie de “hierarquia comportamental” e pode “mudar de ideia” se sua resposta a um irritante não aliviar o irritante, o que implica um senso muito especulativo de “cognição”.